# Al-Ghuta
Al-Ghuta – miejscowość w Syrii, w muhafazie Ar-Rakka, w dystrykcie Ar-Rakka. W 2004 roku liczyła 2163 mieszkańców.